# إيفان بيك
إيفان (إيفيكا) بيك (بالفرنسية: Yvan Beck) أو يفان بيك بالصربية : Иван Бек (29 أكتوبر 1909 بلغراد ، يوغوسلافيا – 2 يونيو 1963 في سيت، فرنسا) لاعب كرة قدم صربي فرنسي راحل مثل منتخب يوغوسلافيا في 7 مباريات دولية مسجلا 4 أهداف كما مثل منتخب فرنسا في 5 مباريات دولية . شارك مع منتخب يوغوسلافيا في بطولة كأس العالم لكرة القدم 1930 التي أقيمت في الأوروغواي.

## وصلات خارجية
- إيفان بيك على موقع الاتحاد الدولي (مؤرشف)  (الإنجليزية)
- إيفان بيك على موقع قاعدة بيانات كرة القدم.إي يو (الإنجليزية)
- إيفان بيك على موقع ناشيونال فوتبول تيمز (الإنجليزية)
- إيفان بيك على موقع أوليمبيديا (الإنجليزية)

- الاتحاد الفرنسي لكرة القدم
- الاتحاد الصربي لكرة القدم